# Coppa Italia 1996-1997
La Coppa Italia 1996-1997 è stata la 50ª edizione della manifestazione calcistica.
È iniziata il 24 agosto 1996 e si è conclusa il 29 maggio 1997.
La coppa fu vinta per la prima volta dal Vicenza, che perse la finale di andata contro il Napoli per 1-0, ma ribaltò il risultato in quella di ritorno aggiudicandosi il trofeo nei tempi supplementari (3-0).

## Formula
L'edizione prevedeva gare a eliminazione diretta per i primi tre turni, mentre la fase finale (quarti di finale, semifinali e finale) venne disputata su sfide di andata e ritorno.
Limitatamente al secondo e terzo turno – in coincidenza con l'entrata in tabellone delle big – fu introdotta la regola della ripetizione, sul calco della FA Cup: in caso di parità al 90' la partita veniva rigiocata, con la squadra dal ranking migliore che andava a godere del fattore campo; in caso di ulteriore pareggio anche nel replay, stavolta la gara proseguiva con tempi supplementari ed eventuali tiri di rigore. La regola non incontrò i favori e venne cancellata fin dall'edizione seguente.

## Risultati

### Fase a eliminazione diretta

#### Primo turno
| Squadra 1        | Risultato       | Squadra 2   |
| ---------------- | --------------- | ----------- |
| Empoli           | 1 - 0           | Reggina     |
| SPAL             | 2 - 1           | Atalanta    |
| Lecce            | 0 - 2 (tav.)    | Genoa       |
| Brescia          | 0 - 2 (tav.)    | Lucchese    |
| Como             | 2 - 2 (6-7 dtr) | Cremonese   |
| Castel di Sangro | 0 - 2           | Cesena      |
| Gualdo           | 0 - 2 (dts)     | Torino      |
| Pistoiese        | 0 - 3           | Cosenza     |
| Avellino         | 2 - 1 (dts)     | Venezia     |
| Ascoli           | 1 - 2           | Bari        |
| Ancona           | 1 - 2           | Pescara     |
| Monza            | 1 - 0           | Padova      |
| Chievo           | 1 - 0           | Salernitana |
| Ravenna          | 3 - 1           | Palermo     |
| Nocerina         | 0 - 0 (4-3 dtr) | Piacenza    |
| Fidelis Andria   | 3 - 0           | Foggia      |

| Arbitro: | Pin (Conegliano) |

|                |           |  |
| Cappellini 89’ | Marcatori |  |

| Arbitro: | Borriello (Mantova) |

|                     |           |             |
| Sorce 15’ Sussi 71’ | Marcatori | 55’ Inzaghi |

| Arbitro: | Tombolini (Ancona) |

|                                       |           |  |
| Mazzeo 11’ Palmieri 54’ Francioso 76’ | Marcatori |  |

| Arbitro: | Ercolino (Cassino) |

|           |           |            |
| Adani 69’ | Marcatori | 56’ Barone |

| Arbitro: | Dagnello (Trieste) |

|                                                 |                      |                                                          |
| Bonomi 30’ Lomi 120’                            | Marcatori            | 52’ Verdelli 116’ Maspero                                |
| Consonni Cecconi Lomi Garlini Baraldi Sassarini | Tiri di rigore 4 – 5 | Valorsi Mirabelli Giandebiaggi Manfredi Maspero Pedretti |

| Arbitro: | Branzoni (Pavia) |

|  |           |                    |
|  | Marcatori | 38’ Ponzo 45’ Bosi |

| Arbitro: | Rodomonti (Teramo) |

|  |           |                          |
|  | Marcatori | 104’ Mezzano 120’ Foglia |

| Arbitro: | Preschern (Mestre) |

|  |           |                       |
|  | Marcatori | 14’, 33’, 37’ Marulla |

| Arbitro: | Rossi (Ciampino) |

|                                       |           |              |
| D'Ainzara 22’ Menolascina 103’ (rig.) | Marcatori | 19’ Bellucci |

| Arbitro: | Bettin (Padova) |

|                     |           |                         |
| Montanari 3’ (aut.) | Marcatori | 20’ Flachi 78’ Guerrero |

| Arbitro: | Bonfrisco (Monza) |

|            |           |                                     |
| Lucidi 16’ | Marcatori | 36’ Giampaolo 86’ (aut.) Pellegrini |

| Arbitro: | Piretti (Ravenna) |

|              |           |  |
| Veronese 73’ | Marcatori |  |

| Arbitro: | Sirotti (Forlì) |

|            |           |  |
| D'Anna 42’ | Marcatori |  |

| Arbitro: | Gambino (Barletta) |

|                                |           |             |
| Scarafoni 14’, 16’ Schwoch 90’ | Marcatori | 49’ Saurini |

| Arbitro: | Nucini (Bergamo) |

|                                      |                      |                                       |
| Toti Marra Pallanch Fabris Battaglia | Tiri di rigore 4 – 3 | Valtolina Lucci Moretti Luiso Piovani |

| Arbitro: | Serena (Bassano del Grappa) |

|                              |           |  |
| Alfieri 62’ Palumbo 70’, 71’ | Marcatori |  |

#### Secondo turno
| Squadra 1      | Risultato | Squadra 2    |
| -------------- | --------- | ------------ |
| Empoli         | 1 - 1     | Milan        |
| SPAL           | 2 - 4     | Reggiana     |
| Genoa          | 2 - 2     | Sampdoria    |
| Lucchese       | 1 - 2     | L.R. Vicenza |
| Cremonese      | 2 - 1     | Udinese      |
| Cesena         | 3 - 1     | Roma         |
| Bologna        | 2 - 1     | Torino       |
| Cosenza        | 1 - 3     | Fiorentina   |
| Avellino       | 0 - 1     | Lazio        |
| Bari           | 1 - 1     | Verona       |
| Pescara        | 3 - 1     | Parma        |
| Monza          | 0 - 1     | Napoli       |
| Chievo         | 2 - 3     | Cagliari     |
| Ravenna        | 0 - 1     | Inter        |
| Nocerina       | 0 - 0     | Perugia      |
| Fidelis Andria | 0 - 2     | Juventus     |

| Arbitro: | Bazzoli (Merano) |

|                |           |               |
| Cappellini 20’ | Marcatori | 33’ Locatelli |

| Arbitro: | De Santis (Tivoli) |

|                           |           |                                               |
| Albieri 1’ Fermanelli 20’ | Marcatori | 31’, 35’, 90+1’ Tovalieri 64’ (rig.) Valencia |

| Arbitro: | Trentalange (Torino) |

|                  |           |                          |
| Nappi 45+1’, 56’ | Marcatori | 21’, 44’ (rig.) Montella |

| Arbitro: | Bolognino (Milano) |

|              |           |                          |
| Rastelli 29’ | Marcatori | 8’ Rossi 39’ Cornacchini |

| Arbitro: | Pairetto (Nichelino) |

|                               |           |          |
| Aloisi 35’ Maspero 49’ (rig.) | Marcatori | 3’ Poggi |

| Arbitro: | Cesari (Genova) |

|                                    |           |                    |
| Hübner 3’ (rig.), 87’ Agostini 74’ | Marcatori | 63’ (rig.) Fonseca |

| Arbitro: | Boggi (Salerno) |

|                                  |           |                |
| Andersson 36’ Casazza 86’ (aut.) | Marcatori | 31’ Lombardini |

| Arbitro: | Trentalange (Torino) |

|         |           |                                               |
| Apa 25’ | Marcatori | 28’ Pusceddu 35’ (rig.) Robbiati 89’ Vendrame |

| Arbitro: | Ceccarini (Livorno) |

|  |           |               |
|  | Marcatori | 27’ Casiraghi |

| Arbitro: | Messina (Bergamo) |

|                   |           |                   |
| Flachi 63’ (rig.) | Marcatori | 43’ (aut.) Garzya |

| Arbitro: | Collina (Viareggio) |

|                                |           |           |
| Palladini 2’, 4’ Giampaolo 38’ | Marcatori | 85’ Melli |

| Arbitro: | Treossi (Forlì) |

|  |           |              |
|  | Marcatori | 83’ Esposito |

| Arbitro: | Farina (Novi Ligure) |

|                    |           |                         |
| Fiore 6’ Melis 85’ | Marcatori | 5’, 71’ Cozza 63’ Silva |

| Arbitro: | Braschi (Prato) |

|  |           |            |
|  | Marcatori | 28’ Winter |

| Nocera Inferiore 4 settembre 1996, ore 17:00 CEST | Nocerina              | 0 – 0 referto | Perugia | Stadio San Francesco d'Assisi\| Arbitro: \| Racalbuto (Gallarate) \| |
| Arbitro:                                          | Racalbuto (Gallarate) |               |         |                                                                      |

| Arbitro: | Nicchi (Arezzo) |

|  |           |                    |
|  | Marcatori | 7’ Vieri 38’ Conte |

##### Ripetizione
| Squadra 1 | Risultato | Squadra 2 |
| --------- | --------- | --------- |
| Milan     | 2 - 0     | Empoli    |
| Sampdoria | 0 - 2     | Genoa     |
| Verona    | 3 - 0     | Bari      |
| Perugia   | 1 - 2     | Nocerina  |

| Arbitro: | Bettin (Padova) |

|                |           |  |
| Simone 6’, 41’ | Marcatori |  |

| Arbitro: | Pairetto (Nichelino) |

|  |           |                            |
|  | Marcatori | 51’ Morello 90+2’ Rutzittu |

| Arbitro: | Bolognino (Milano) |

|                                                   |           |  |
| De Vitis 40’ (rig.) Maniero 84’ Corini 90’ (rig.) | Marcatori |  |

| Arbitro: | Tombolini (Ancona) |

|                      |           |                                |
| De Simone 36’ (aut.) | Marcatori | 5’ (aut.) Dicara 63’ Battaglia |

#### Terzo turno
| Squadra 1 | Risultato | Squadra 2  |
| --------- | --------- | ---------- |
| Reggiana  | 0 - 2     | Milan      |
| Genoa     | 1 - 1     | Vicenza    |
| Cesena    | 1 - 2     | Cremonese  |
| Bologna   | 3 - 1     | Fiorentina |
| Verona    | 1 - 2     | Lazio      |
| Pescara   | 0 - 1     | Napoli     |
| Cagliari  | 2 - 2     | Inter      |
| Nocerina  | 0 - 0     | Juventus   |

| Arbitro: | Braschi (Prato) |

|  |           |                          |
|  | Marcatori | 73’, 90+3’ (rig.) Baggio |

| Arbitro: | Messina (Bergamo) |

|                     |           |                    |
| Masolini 72’ (rig.) | Marcatori | 52’ (rig.) Viviani |

| Arbitro: | Stafoggia (Pesaro) |

|                   |           |                                 |
| Hübner 86’ (rig.) | Marcatori | 1’ Mirabelli 90’ (rig.) Maspero |

| Arbitro: | Pairetto (Nichelino) |

|                                      |           |             |
| Magoni 16’ Paramatti 61’ Scapolo 71’ | Marcatori | 35’ Orlando |

| Arbitro: | Collina (Viareggio) |

|               |           |                        |
| Orlandini 45’ | Marcatori | 8’ Rambaudi 23’ Nedved |

| Arbitro: | Treossi (Forlì) |

|  |           |             |
|  | Marcatori | 19’ Pecchia |

| Arbitro: | Boggi (Salerno) |

|                              |           |                       |
| Pancaro 84’ (rig.) Silva 88’ | Marcatori | 57’ Ince 68’ Zamorano |

| Avellino 23 ottobre 1996, ore 20:30 CEST | Nocerina        | 0 – 0 referto | Juventus | Stadio Partenio\| Arbitro: \| Bettin (Padova) \| |
| Arbitro:                                 | Bettin (Padova) |               |          |                                                  |

##### Ripetizione
| Squadra 1 | Risultato | Squadra 2 |
| --------- | --------- | --------- |
| Juventus  | 2 - 1     | Nocerina  |
| Inter     | 2 - 1     | Cagliari  |
| Vicenza   | 1 - 0     | Genoa     |

| Arbitro: | Bonfrisco (Monza) |

|                                 |           |                 |
| Montero 45’ Di Rocco 48’ (aut.) | Marcatori | 39’ Marchegiani |

| Arbitro: | Farina (Novi Ligure) |

|                          |           |                    |
| Paganin 35’ Zamorano 43’ | Marcatori | 80’ (aut.) Angloma |

| Arbitro: | Pellegrino (Barcellona Pozzo di Gotto) |

|                 |           |  |
| Cornacchini 61’ | Marcatori |  |

### Fase finale

#### Quarti di finale
| Squadra 1 | Totale | Squadra 2 | Andata | Ritorno |
| --------- | ------ | --------- | ------ | ------- |
| Milan     | 1 - 1  | Vicenza   | 1 - 1  | 0 - 0   |
| Cremonese | 2 - 5  | Bologna   | 1 - 3  | 1 - 2   |
| Juventus  | 1 - 4  | Inter     | 0 - 3  | 1 - 1   |
| Napoli    | 2 - 1  | Lazio     | 1 - 0  | 1 - 1   |

##### Andata
| Arbitro: | Boggi (Salerno) |

|            |           |                |
| Baggio 20’ | Marcatori | 11’ Ambrosetti |

| Arbitro: | Bazzoli (Merano) |

|             |           |                               |
| Maspero 39’ | Marcatori | 23’, 90’ Andersson 78’ Magoni |

| Arbitro: | Cesari (Genova) |

|  |           |                                     |
|  | Marcatori | 32’ Zamorano 76’ Ince 89’ Djorkaeff |

| Arbitro: | Trentalange (Torino) |

|             |           |  |
| Aglietti 2’ | Marcatori |  |

##### Ritorno
| Vicenza 27 novembre 1996, ore 20:30 CET | Vicenza             | 0 – 0 referto | Milan | Stadio Romeo Menti (20 077 spett.)\| Arbitro: \| Ceccarini (Livorno) \| |
| Arbitro:                                | Ceccarini (Livorno) |               |       |                                                                         |

| Arbitro: | Rodomonti (Teramo) |

|                                   |           |                    |
| Bresciani 3’ Kolyvanov 76’ (rig.) | Marcatori | 26’ (rig.) Maspero |

| Arbitro: | Nicchi (Arezzo) |

|          |           |             |
| Ganz 50’ | Marcatori | 45’ Amoruso |

| Arbitro: | Collina (Viareggio) |

|               |           |          |
| Casiraghi 21’ | Marcatori | 28’ Caio |

#### Semifinali
| Squadra 1 | Totale | Squadra 2 | Andata | Ritorno         |
| --------- | ------ | --------- | ------ | --------------- |
| Inter     | 2 - 2  | Napoli    | 1 - 1  | 1 - 1 (3-5 dtr) |
| Vicenza   | 2 - 1  | Bologna   | 1 - 0  | 1 - 1           |

##### Andata
| Arbitro: | Treossi (Forlì) |

|             |           |          |
| Zamorano 6’ | Marcatori | 12’ Cruz |

| Arbitro: | Pairetto (Nichelino) |

|             |           |  |
| Murgita 45’ | Marcatori |  |

##### Ritorno
| Arbitro: | Pairetto (Nichelino) |

|                                         |                      |                                    |
| Beto 77’                                | Marcatori            | 11’ Zanetti                        |
| Milanese Caccia Caio Turrini Boghossian | Tiri di rigore 5 – 3 | Zamorano Djorkaeff Paganin Pistone |

| Arbitro: | Boggi (Salerno) |

|             |           |                 |
| Scapolo 44’ | Marcatori | 89’ Cornacchini |

#### Finale
| Squadra 1 | Totale | Squadra 2 | Andata | Ritorno |
| --------- | ------ | --------- | ------ | ------- |
| Napoli    | 1 - 3  | Vicenza   | 1 - 0  | 0 - 3   |

##### Andata
| Arbitro: | Ceccarini (Livorno) |

| |            | |
| Pecchia 21’ | Marcatori  | |
| Giuseppe Taglialatela Francesco Colonnese Francesco Baldini Roberto Ayala Mauro Milanese Roberto Bordin Andrè Cruz (90' Luca Altomare) Raffaele Longo Fabio Pecchia Massimiliano Esposito (77' Alain Boghossian) Nicola Caccia (88' Alfredo Aglietti) | Formazioni | Pierluigi Brivio Gustavo Mendez Davide Belotti Fabio Viviani Gilberto D'Ignazio Pulpito (51' Giuliano Gentilini) Massimo Beghetto Marcelo Otero (77' Maurizio Rossi) Domenico Di Carlo Giampiero Maini Gabriele Ambrosetti Giovanni Cornacchini (85' Roberto Murgita) |
| Vincenzo Montefusco | Allenatori | Francesco Guidolin |

##### Ritorno
| Arbitro: | Braschi (Prato) |

| |            | |
| Maini 21’ Rossi 118’ Iannuzzi 120’ | Marcatori  | |
| Pierluigi Brivio Fabio Viviani Luigi Sartor Giovanni Lopez Massimo Beghetto Giuliano Gentilini (97' Maurizio Rossi) Domenico Di Carlo Giampiero Maini Gabriele Ambrosetti (18' Alessandro Iannuzzi) Roberto Murgita Giovanni Cornacchini (72' Gilberto D'Ignazio Pulpito) | Formazioni | Giuseppe Taglialatela Roberto Ayala Alain Boghossian Francesco Baldini Mauro Milanese Bertrand Crasson (98' Luigi Panarelli) Roberto Bordin (62' Alfredo Aglietti) Raffaele Longo (72' Luca Altomare) Massimiliano Esposito Fabio Pecchia Nicola Caccia |
| Francesco Guidolin | Allenatori | Vincenzo Montefusco |